# Arquitectura en la Antigua Grecia

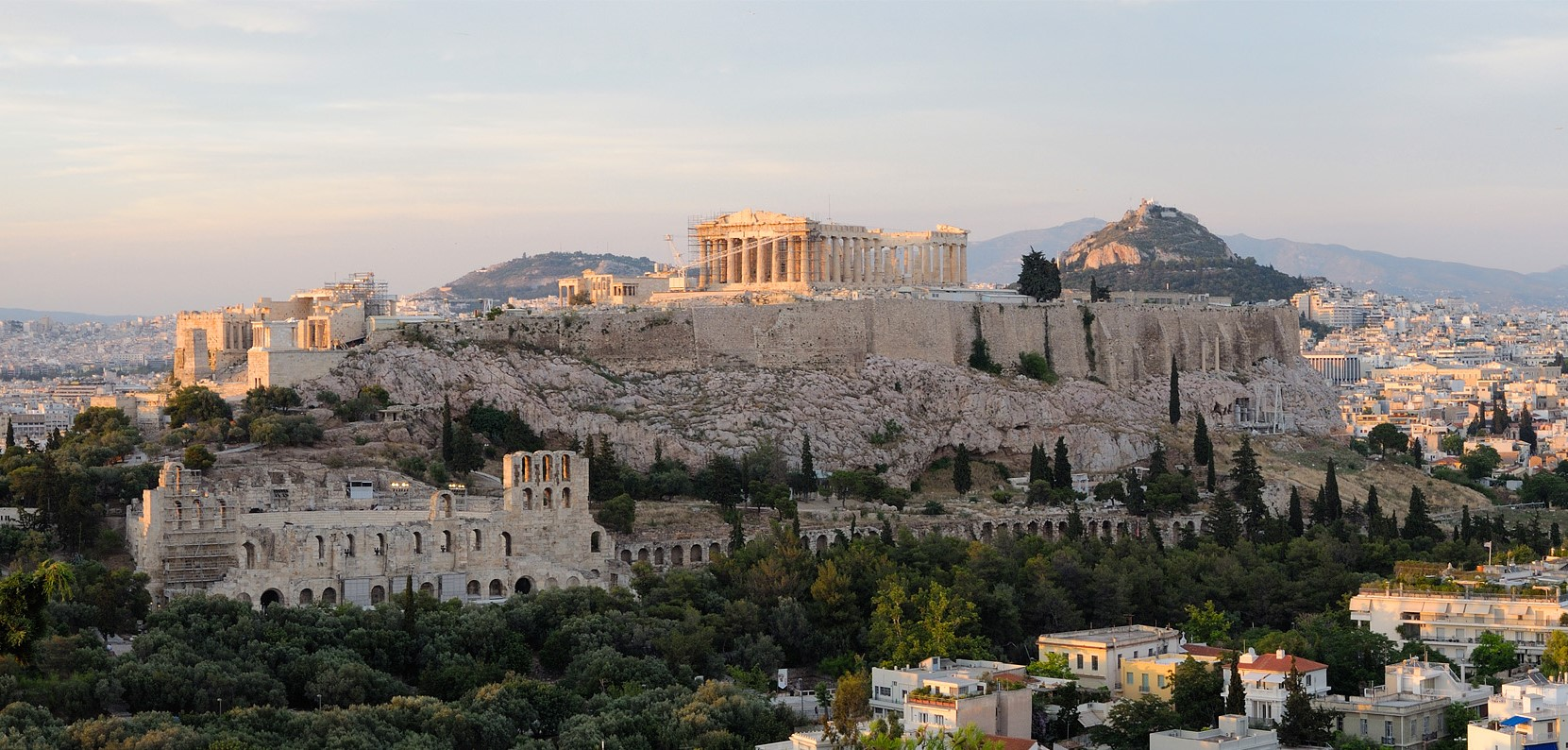
Acrópolis de Atenas

La arquitectura de la Antigua Grecia (Αρχαία ελληνική αρχιτεκτονική o Αρχιτεκτονική της αρχαίας Ελλάδας en griego; Architectura Graeca en latín) es aquella producida por los pueblos de habla griega (pueblo helénico) cuya cultura floreció en la península griega y el Peloponeso, las islas del Egeo, en las colonias de Asia Menor y en Italia durante el período comprendido desde alrededor del 900 a. C. hasta el siglo I d. C., incluyendo una especie de renacimiento con obras arquitectónicas que datan desde alrededor del año 600 a. C.
La arquitectura griega antigua más conocida es la de sus templos, la mayoría de los cuales están ahora en ruinas, y algunos sustancialmente intactos. El segundo tipo de construcción que se conserva en todo el mundo helénico es el teatro al aire libre, con la primera data de construcción del año 350 a. C.
Otras formas arquitectónicas que aún se pueden ver son la puerta de entrada procesional (propileos), la plaza pública (ágora), rodeada de paseos con columnatas (estoa), el edificio del Ayuntamiento (buleuterio), la tumba monumental (Mausoleo) y el estadio.
La arquitectura griega antigua se distingue por sus características altamente normalizadas, tanto en estructura como en decoración. Esto es particularmente cierto en el caso de los templos donde cada edificio parece haber sido concebido como una entidad escultórica dentro del paisaje, con mayor frecuencia planteado en un terreno elevado para que la elegancia de sus proporciones y los efectos de la luz sobre sus superficies puedan verse desde todos los ángulos. Nikolaus Pevsner se refiere a «la forma plástica del templo … colocado ante nosotros con una presencia física más intensa, más viva que la de cualquier edificio posterior».
Los rasgos formales de la arquitectura de la antigua Grecia, en particular la división del estilo arquitectónico, se agrupan en tres órdenes bien definidos: el orden dórico, el orden jónico y el orden corintio, que tuvieron un efecto profundo en la arquitectura occidental de épocas posteriores. La arquitectura de la Antigua Roma tomó muchos elementos de la de Grecia y mantuvo su influencia en Italia ininterrumpida hasta nuestros días. 
A partir del Renacimiento, avivamientos del clasicismo han mantenido vivas no sólo las formas precisas y el orden de los detalles de la arquitectura griega, sino también su concepto de la belleza arquitectónica, basada en el equilibrio, la simetría y la armonía.  

## Materiales
Los materiales frecuentemente empleados en la arquitectura griega fueron la madera, para soporte y techo; adobes (ladrillo sin cocer) para las paredes y murales, especialmente de viviendas; la piedra caliza y el mármol para columnas, muros y porciones elevadas de los templos y edificios públicos; la terracota, para ornamentos; y metales, especialmente el bronce, para detalles decorativos. Los arquitectos de la época arcaica y clásica usaron estos materiales constructivos para edificios religiosos, cívicos, domésticos, funerarios y recreativos. El adobe se reservaba para las construcciones más pobres.
En cuanto a la teja, ha de recordarse que los restos más antiguos de la Grecia arcaica están documentadas en un área muy limitada en torno a Corinto (Grecia), donde las tejas fueron sustituyendo a los techos de paja en los dos templos, de Apolo y de Poseidón entre los años 700 y 650 a. C. Se expandió rápidamente, durante los cincuenta años siguientes, usándose en un elevado número de lugares alrededor del Mediterráneo oriental, incluyendo la Grecia continental, el oeste de Asia Menor, y el sur y el centro de Italia. Las primeras tejas tuvieron forma de S, y eran bastante abultadas, con un peso de unos 30 kilos cada una. Resultaban más caras y costosas de producir que un tejado de paja, por lo que su introducción se explica por la resistencia al fuego, que daba la necesaria protección a los costosos templos.
La expansión de la cubierta de teja debe verse en relación con el simultáneo auge de la arquitectura monumental en la Grecia Arcaica. Solo los muros de piedra que estaban apareciendo por entonces, reemplazando a las precedentes paredes de barro y madera, eran suficientemente fuertes para soportar el peso de una techumbre de tejas.
Finalmente, no puede olvidarse que el aspecto general de los edificios era distinto al que se ve actualmente, ya que se pintaban con colores brillantes, de rojo, de azul, de tal manera que llamaban la atención no solo por su estructura, sino también por su policromía.

## Historia
La mayor parte del conocimiento actual de la arquitectura griega proviene del período arcaico tardío (550-500 a. C.), la época de Pericles (450-430 a. C.), y el periodo puramente clásico (430-400 a. C.). Los ejemplos griegos se estudian junto a los períodos helenístico y romano (puesto que la arquitectura romana es una interpretación de la griega), y de fuentes escritas tardías tales como Vitruvio (siglo I). Como resultado, queda una fuerte tendencia al estudio de los templos, los únicos edificios que sobreviven en un número significativo.

### Período arcaico tardío

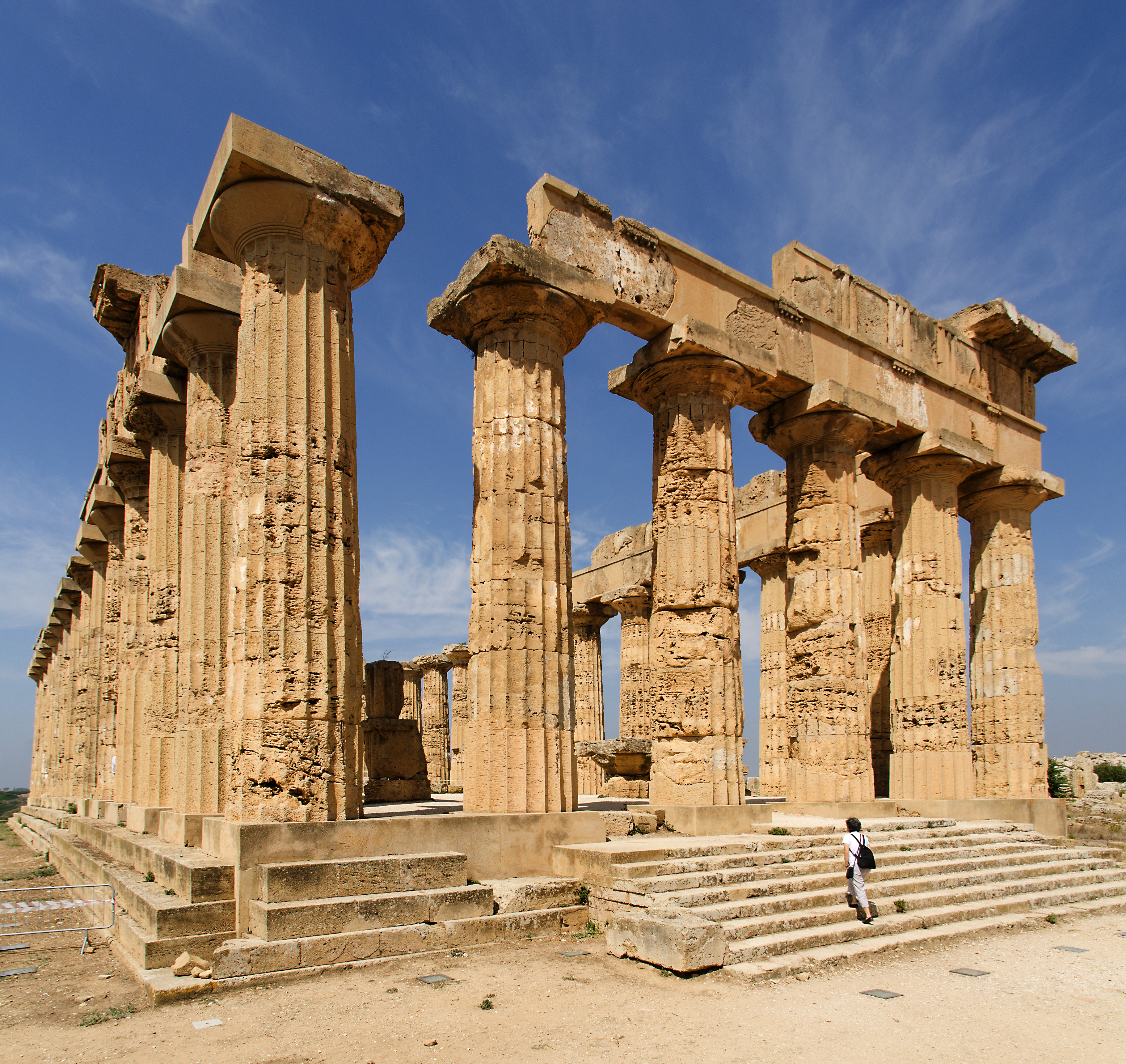
Fachada oriental del Templo de Hera (Templo E) de Selinunte (Sicilia), levantado originalmente en el y reconstruido a mediados del.

Es la primera etapa. Tiene varias fases. Comienza a principios del primer milenio antes de Cristo y se cierra en el primer tercio del siglo V a. C.
La arquitectura, definida como edificaciones ejecutadas según un diseño estético consciente, desapareció de Grecia desde finales del periodo micénico (alrededor de 1200 a. C.) hasta el siglo VII a. C., cuando la vida urbana y la prosperidad se recobraron hasta el punto de poder emprenderse la edificación pública. Pero a partir de entonces muchos edificios griegos durante el periodo de las colonizaciones (siglos VIII-VI a. C.), se hacían de madera o adobe o arcilla; nada queda de ellos excepto unas pocas plantas sobre el terreno, y casi ninguna fuente escrita sobre esta arquitectura temprana o descripciones de estos primeros edificios.
Alrededor del año 600 a. C., las columnas de madera del antiguo templo de Hera en Olimpia fueron reemplazadas por columnas de piedra, un cambio de material conocido como «petrificación». Poco a poco otras partes del templo fueron petrificadas hasta que todo él estuvo hecho de piedra. Con la extensión de este proceso a otros santuarios, los templos griegos y edificios significativos desde el siglo VI a. C. en adelante, se construyeron en gran parte con piedra, y unos pocos ejemplos afortunados han sobrevivido a lo largo de los siglos. La introducción de muros de piedra también permitió que los tejados con techo de paja fueran reemplazados por tejas que actuaron como medio para mejorar la resistencia ante el fuego. En esta época floreció el orden dórico, y empezó el jónico.
Ejemplo de la etapa de transición entre el período arcaico y el clásico es el templo de Poseidón, en Paestum, de planta rectangular, períptero y hexástilo.

### Período clásico

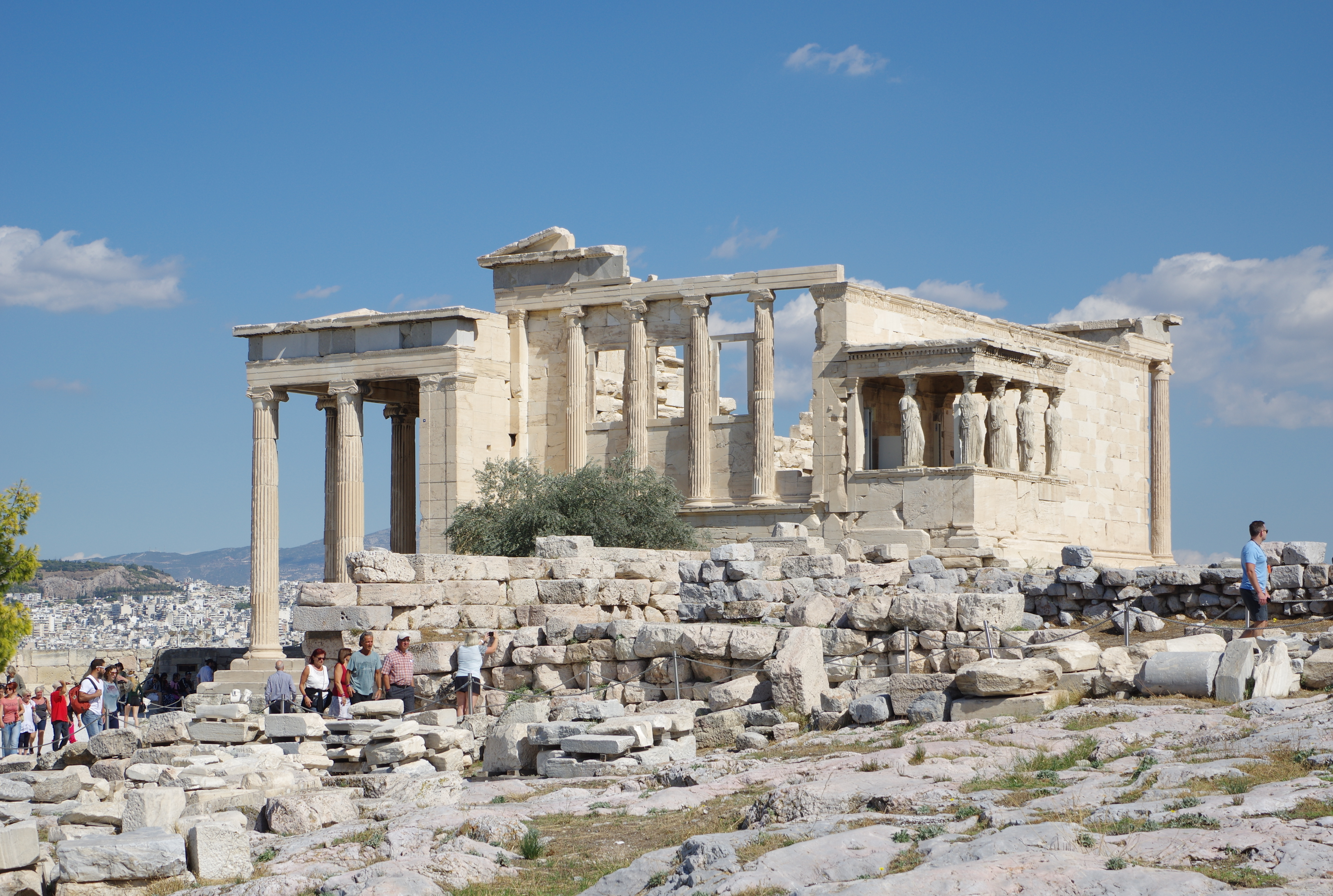
El Erecteón de la Acrópolis de Atenas, levantado a finales del, durante el período clásico.

Es la segunda etapa, que se corresponde con los siglos V y IV a. C.
Como la pintura y la escultura de la época, la arquitectura griega de la primera mitad de la Antigüedad clásica no era «arte por el arte» en el sentido moderno. El arquitecto era un artesano empleado por el estado o por un rico cliente privado. No se distinguía entre el arquitecto y el constructor. El arquitecto diseñaba el edificio, contrataba a los obreros y artesanos que lo construían, y era responsable tanto de su presupuesto, como de su acabado a tiempo, lo que pervivió en Europa hasta finales de la Edad Media. No disfrutaba del alto estatus que tienen los modernos arquitectos de edificios públicos. Incluso los nombres de los arquitectos son desconocidos antes del siglo V a. C. Un arquitecto como Ictino, que diseñó el Partenón, que hoy en día sería considerado un genio, era tratado en vida tan sólo como un comerciante experto y muy valioso.

### Período helenístico

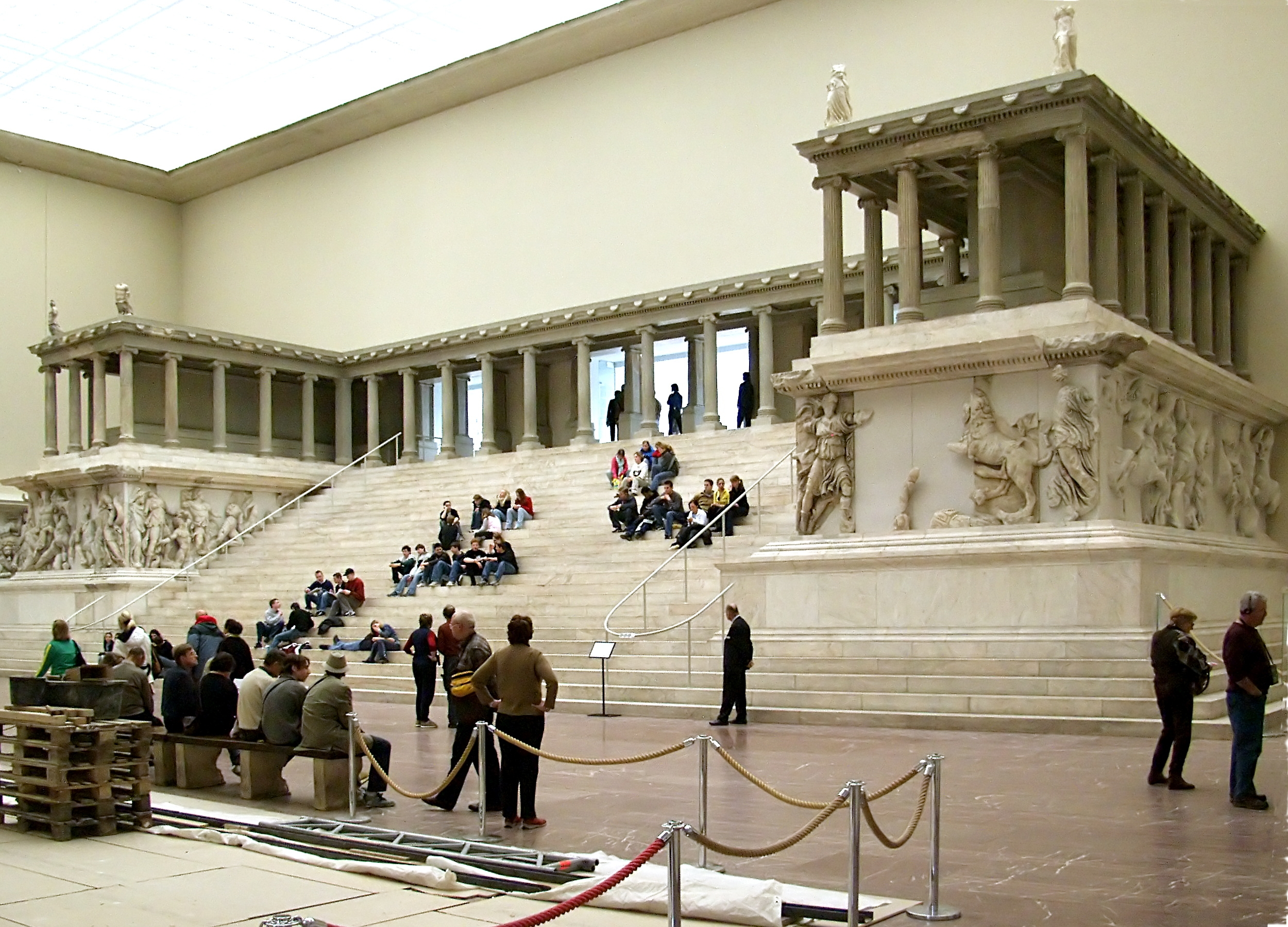
Altar de Pérgamo, construido en la primera mitad del en la Acrópolis de Pérgamo (actual Turquía) y en la actualidad reconstruido en el Museo de Pérgamo de Berlín.

Es la tercera y última etapa del arte griego. Se extiende desde el siglo III a. C. hasta mediados del siglo II a. C., tomándose como fecha simbólica de cierre el año 146 a. C., cuando los romanos conquistaron la ciudad de Corinto.
El peso del desarrollo artístico helénico se trasladó hacia Oriente. En esta época se desarrollaron grandes construcciones en Pérgamo (Altar de Zeus), Rodas y Alejandría. De entonces es el Mausoleo de Halicarnaso.
Merecen destacarse los proyectos urbanísticos como los de Hipodamo de Mileto, con organización en cuadrícula, ejemplo que fue seguido en siglos posteriores.
Se abandonó el severo estilo dórico y se hizo común el estilo corintio.

## Estructura y estilo de los templos griegos
La  arquitectura griega clásica está representada, fundamentalmente, por templos, pues se desarrolló en torno a los santuarios, siendo los principales los de Olimpia, Delfos, Atenas, Eleusis, Delos, Epidauro, Mileto, Éfeso y Selinunte. El formato estándar de los edificios públicos griegos se conoce a través de los ejemplos supervivientes tales como el Partenón y el Hefestión de Atenas, el grupo de Paestum, el complejo de templos de Selinunte y los santuarios de Agrigento. 
El templo era la forma más conocida y frecuente de arquitectura pública griega, pero no cumplía las mismas funciones que una iglesia moderna. El altar estaba al aire libre en el témenos, a menudo directamente delante del templo. Los templos servían como depósitos de tesoros asociados al culto del dios al que se dedicaban, como lugar donde permanecía una imagen de culto a veces de gran antigüedad, pero a menudo desde los tiempos de Fidias era asimismo una gran obra de arte. El templo era un sitio para que los devotos depositaran sus ofrendas votivas, tales como estatuas, yelmos y armas. La habitación interior del templo, la cella, servía así principalmente como una cámara acorazada y una despensa. Puesto que no estaba pensado para alojar a los fieles, no precisaba que fueran de grandes dimensiones, ni tampoco elevarlos. Se concebían para ser vistos desde fuera. 

El templo griego.

El templo primitivo de los siglos VII y VI a. C. es de ladrillo y madera. Un ejemplo es el templo de Apolo en Corinto que, a pesar de estar construido ya en piedra, desprende una impresión de arcaísmo con las robustas columnas, muy próximas entre sí. La mayor parte de los edificios estaban hechos con piedra caliza o toba calcárea, que Grecia tiene en abundancia, que se cortaba en grandes bloques y se preparaba. El mármol era un material de construcción caro en Grecia: el mármol de alta calidad solo provenía del monte Pentélico en Ática y de algunas islas como Paros, y su transporte en bloques grandes era difícil. Se usaba principalmente para la decoración escultórica, no para la estructura, excepto en edificios muy importantes del período clásico como el Partenón.
El templo puede haber tenido su origen en el mégaron, la sala rectangular precedida por un pórtico de columnas (stylos) existente en la casa micénica, y que era la habitación más importante de la casa griega y santuario de los dioses familiares, tal como la describe Vitrubio. En las invasiones y guerras, los ganadores derruían el palacio del rey vencido, pero respetaban el mégaron puesto que era la casa del dios de la región. Así, el templo más antiguo era el in antis, que tiene todo el aspecto de ser una habitación que ha perdido la casa que tenía alrededor.
Son construcciones arquitrabadas que se alzan sobre una plataforma con gradas (krepis o krepidoma), llamándose estilóbato al último escalón.
La planta definitiva del templo griego constaba de un local llamado cella, un espacio interior de forma rectangular, que constituye el núcleo de la construcción. Tiene una sola abertura, la puerta, sin ventanas. A veces el templo tiene dos cellas, con las puertas en las fachadas principales, las más cortas, y en este caso cada cella suele estar dedicada a una divinidad distinta. Delante de la cella estaba el prónaos o pórtico de columnas.
Al templo así configurado se le fueron añadiendo columnas delante, detrás o incluso rodeándolo por todos lados. Según cómo se coloquen las columnas, el templo se llama de distinto modo: in antis, el que prolonga los muros laterales de la cella hacia la fachada, cerrando el vestíbulo por los lados. Templo próstilo es el que tenía, además de las dos columnas conjuntas, otras dos enfrente de las pilastras angulares con lo que, en definitiva, presentaba cuatro columnas en la fachada principal; se le considera el de segunda especie entre los antiguos. Anfipróstilo es el edificio con pórtico y columnas en dos de sus fachadas, es decir, en la de delante y la de detrás, que a veces tenía dos cella, una a hacia cada extremo; un ejemplo es el pequeño templo de Atenea Niké. Se dice períptero al templo clásico rodeado por columnas que deja paso entre estas y el muro, es decir, aquel con columnas en todo el perímetro; un ejemplo de templo períptero es el Partenón. Por último, díptero se llama al templo al que rodea una doble fila de columnas.
Tenían casi siempre en las fachadas principales (las más cortas) un número de columnas par, y dependiendo del número de columnas se llaman de distinta manera: cuando tiene cuatro, tetrástilo; si son seis, hexástilo; si son ocho, octástilo; si fueran diez, decástilo y con doce, dodecástilo. Este número par de columnas marca el eje con un hueco. Las columnas de los lados eran impares, habitualmente el doble que en las principales más una, sin marcar eje. 
Se pueden encontrar, además, otras denominaciones en referencia a los templos griegos: hipetro quería decir sin techo; pseudoperíptero se llamaba al que tenía columnas adosadas en los lados; y áptero, al templo sin columnas perimetrales.

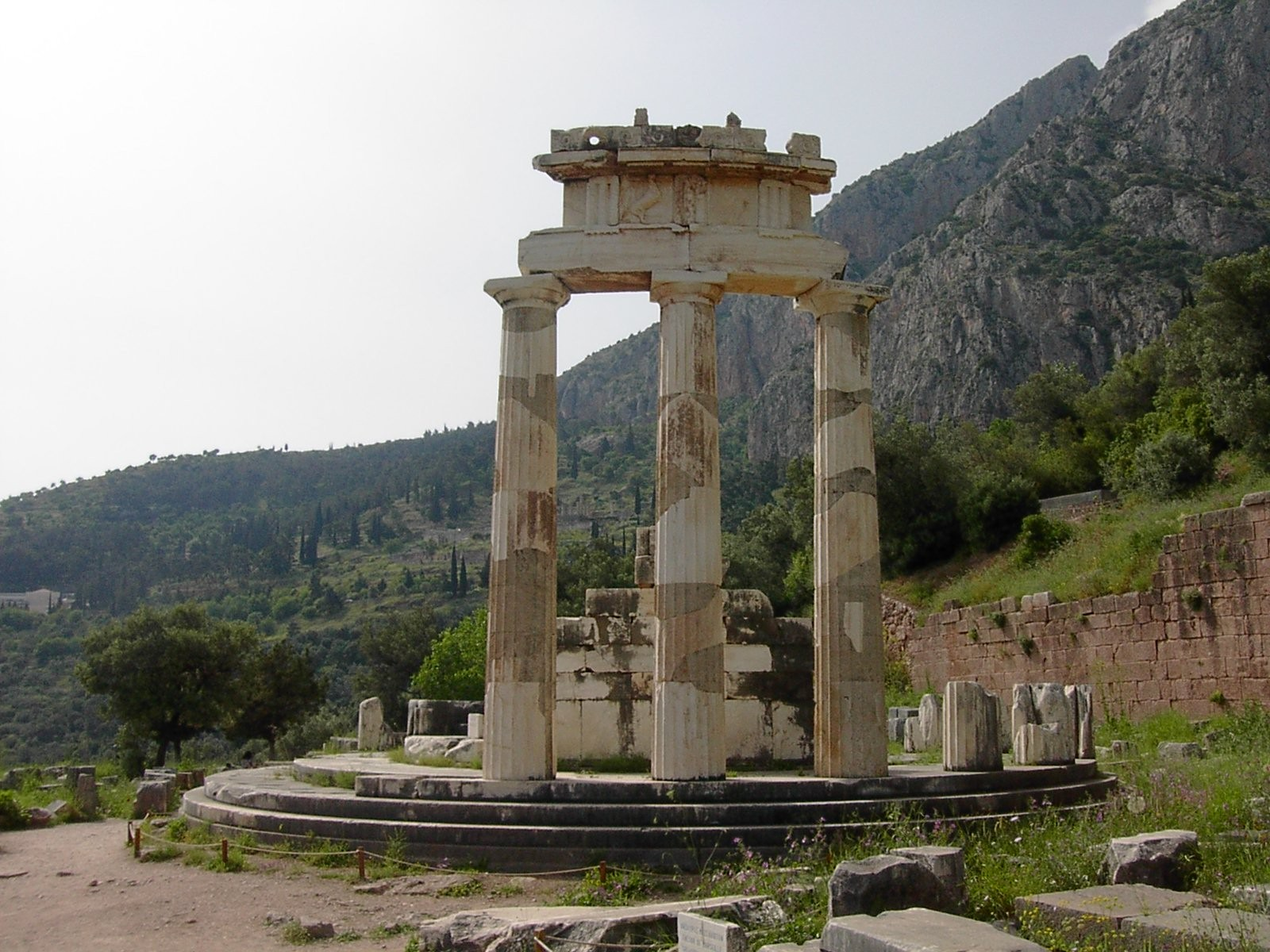
Tholos de Delfos.

En general, los edificios tenían planta rectangular, pero hay algunos casos de templos circulares (tholos). Monóptero era la denominación que recibía el templo circular. El ejemplo más conocido es el templo de Atenea Prónaya de Teodoro,[cita requerida] en Delfos.
Las columnas sostenían el entablamento sobre el que se alzaba la techumbre a dos vertientes. Este tejado dejaba en los frentes dos triángulos (frontones) cuyo interior (tímpano) se decoraba, en general con esculturas. Los griegos techaron sus edificios con vigas de madera y cubiertos con tejas de terracota y, ocasionalmente, de mármol. Comprendían los principios del arco de mampostería, pero hicieron poco uso de él, y no pusieron bóvedas ni cúpulas en sus edificios.
Con el tiempo, los arquitectos griegos manteniendo la idea principal, fueron afinando las proporciones y los detalles de sus templos. Muchos consideran que el Partenón de Atenas, de los arquitectos Ictino y Calícrates, es el templo que mejor expresa el deseo de belleza de los griegos.
En los templos griegos los ornamentos se circunscribían a unos espacios prestablecidos, de conformidad con el orden arquitectónico del edificio. Se decoraba en los capiteles, los frisos, los frontones y la cubierta. Quedaban lisos la basa, el arquitrabe y las paredes.

## Teatro

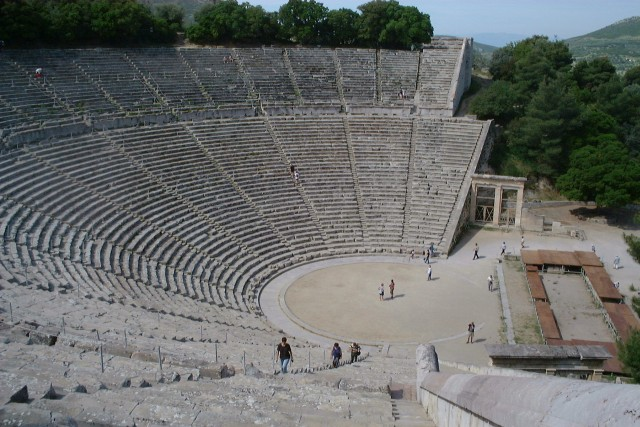
Teatro de Epidauro.

El segundo tipo de edificio griego en orden de importancia, después de los templos, son los teatros, siendo los primeros edificios en Occidente destinados a espectáculos. Cada ciudad griega contaba con uno, dos, tres o hasta cuatro.
Los teatros se usaban tanto para reuniones públicas como para interpretaciones dramáticas. Estas actuaciones se originaron como ceremonias religiosas vinculadas con el culto a Dionisos. Evolucionaron hasta asumir su estatus clásico como la más alta forma de cultura griega en el siglo VI a. C.
Se construían al aire libre, aprovechando la forma cóncava de una colina en el centro de la ciudad. Las gradas tenían forma semicircular y se asentaban en la ladera. De esta forma aprovechaban la inclinación natural del terreno, para permitir que todos los espectadores vieran el escenario sin obstáculos y sin necesidad de alzar grandes y costosas estructuras arquitectónicas. Conseguían teatros que podían acomodar hasta 15 000 espectadores, cifra que aún hoy parece muy grande (los teatros actuales más grandes tienen menos, y ni siquiera los teatros romanos llegaron a ese tamaño). A este graderío semicircular se le llama koilon o théatron (cavea en latín). A partir del siglo IV a. C. se realiza en piedra. 
Las gradas estaban en torno a un círculo central, llamado orquesta (orchestra). Tenía el suelo de tierra. Allí se colocaban los músicos y se situaba el coro que bailaba y relataba la acción de la obra y actuaba mientras los actores se cambiaban e incluso junto a estos. A veces en la orquesta se colocaba la thyméle, el altar del dios Dioniso.

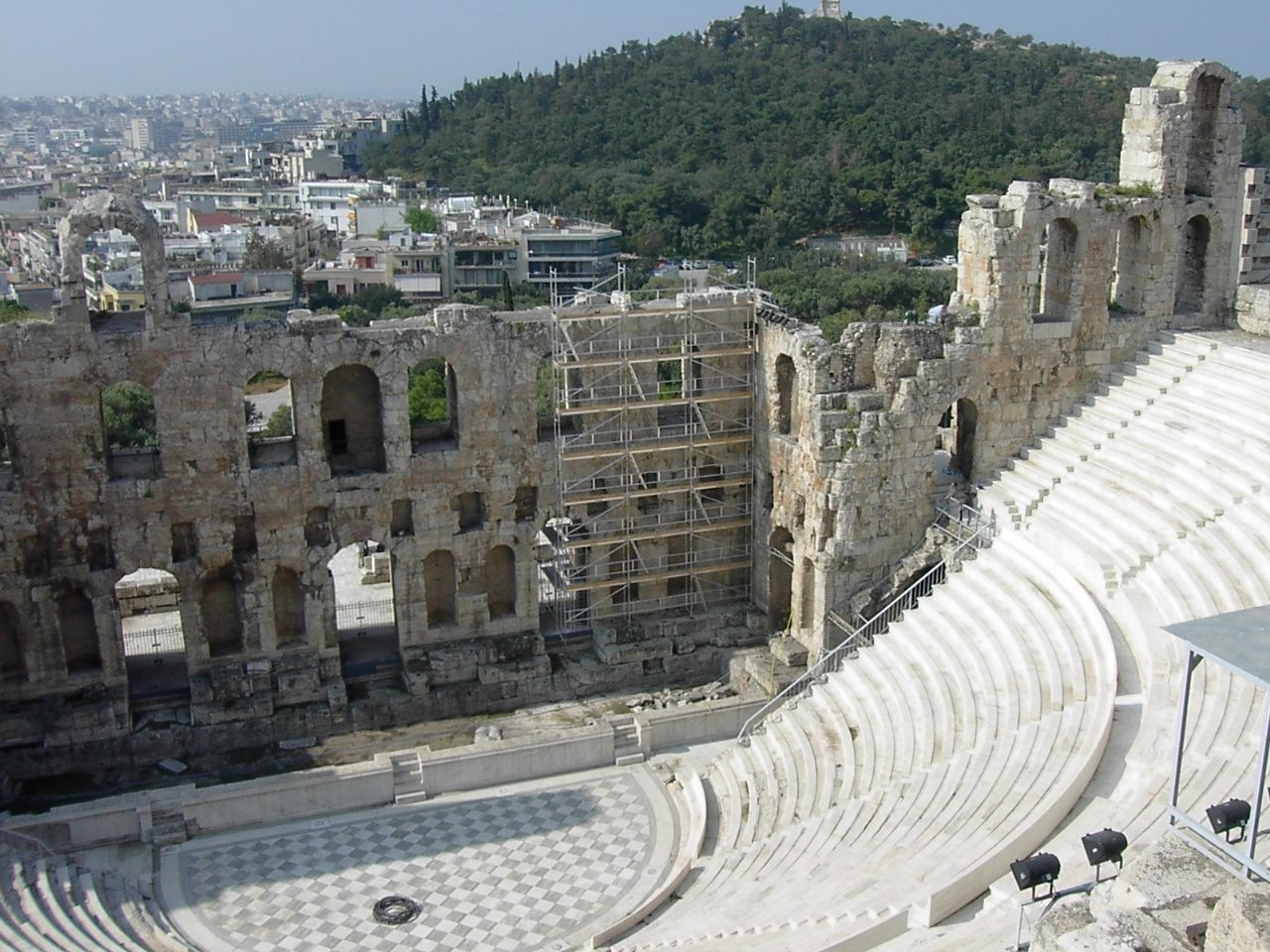
El Odeón de Herodes Ático, Atenas.

El escenario quedaba detrás de la orquesta, y estaba cerrado por un sencillo muro. No obstante, con el tiempo se diferenció el proscenio (proskenion) y la escena (skené), actuando los actores en el primero y dejándose la segunda para almacén, vestuario y telón de fondo. En principio estaba al mismo nivel que la orquesta y luego se elevó. En los laterales estaban los párodoi (párodos en singular), los pasillos que separaban el auditorio de la escena.
Es en la época clásica cuando los edificios de los teatros se fueron haciendo más importantes. El más antiguo es el de Tórico, al sur del Ática. Uno de los más antiguos es el de Dioniso en la falda de la Acrópolis de Atenas, pues su construcción se inició en el siglo VI a. C. No obstante, su aspecto actual se corresponde con la transformación sufrida en el siglo IV a. C., cuando la anterior construcción rudimentaria se sustituyó por otra de piedra equiparable a los de Delfos o Epidauro. 
De los teatros que sobreviven prácticamente intactos, el más conocido es el de Epidauro, erigido por Policleto el Joven alrededor del 350 a. C. Es el mejor conservado, y en él se puede apreciar un espacio circular para el coro y el graderío sin divisiones. Ya en la Antigüedad fue considerado el más bello «por su armonía y belleza» (Pausanias). Cuenta con una acústica excepcional y tiene capacidad para 14 000 personas.
Distintos de los teatros son los odeones (ódeion) de menor tamaño, y destinados a recitales musicales. Tenían planta cuadrangular, con varias hileras de columnas soportando la cubierta, y varios pórticos. Entre los que quedan está el Odeón de Herodes Ático construido cerca del teatro de Dioniso en la Acrópolis de Atenas.

## Arquitectura militar
Los griegos defendieron desde tiempos antiguos sus ciudades con murallas, que dieron lugar a los recintos fortificados que llamamos acrópolis. Sin embargo, situándonos ya en el período helénico, las murallas aparecen en el siglo VI a. C., un hecho tardío, pues la población se refugiaba en las acrópolis o en una fortaleza en caso de peligro. Hay que tener en cuenta, además, que las fortificaciones eran tan caras en Grecia que requerían un gran esfuerzo económico de las ciudades-estado.

## Otros edificios

### Monumentos funerarios
Los monumentos funerarios griegos, bastante sencillos en general ofrecían por lo común las siguientes formas:
- en Atenas, la de una simple estela con relieves de figuras
- en el Peloponeso, la de pequeño templete
- en Macedonia se servían de grutas excavadas en la roca o en el suelo con bóvedas y pinturas
- en Asia Menor, templetes como en el Peloponeso o hipogeos como en Macedonia

Entre todos, fue notable por lo suntuoso el mausoleo de orden jónico adornado con relieves y estatuas que se elevó en Halicarnaso (Asia Menor) a la memoria de Mausolo, rey de Caria por su mujer Artemisa (siglo IV a. C.) de donde toman nombre los mausoleos. 
Se quemaban los cadáveres guardándose los huesos y las cenizas en urnas o vasijas.

### Edificios de utilidad pública y social

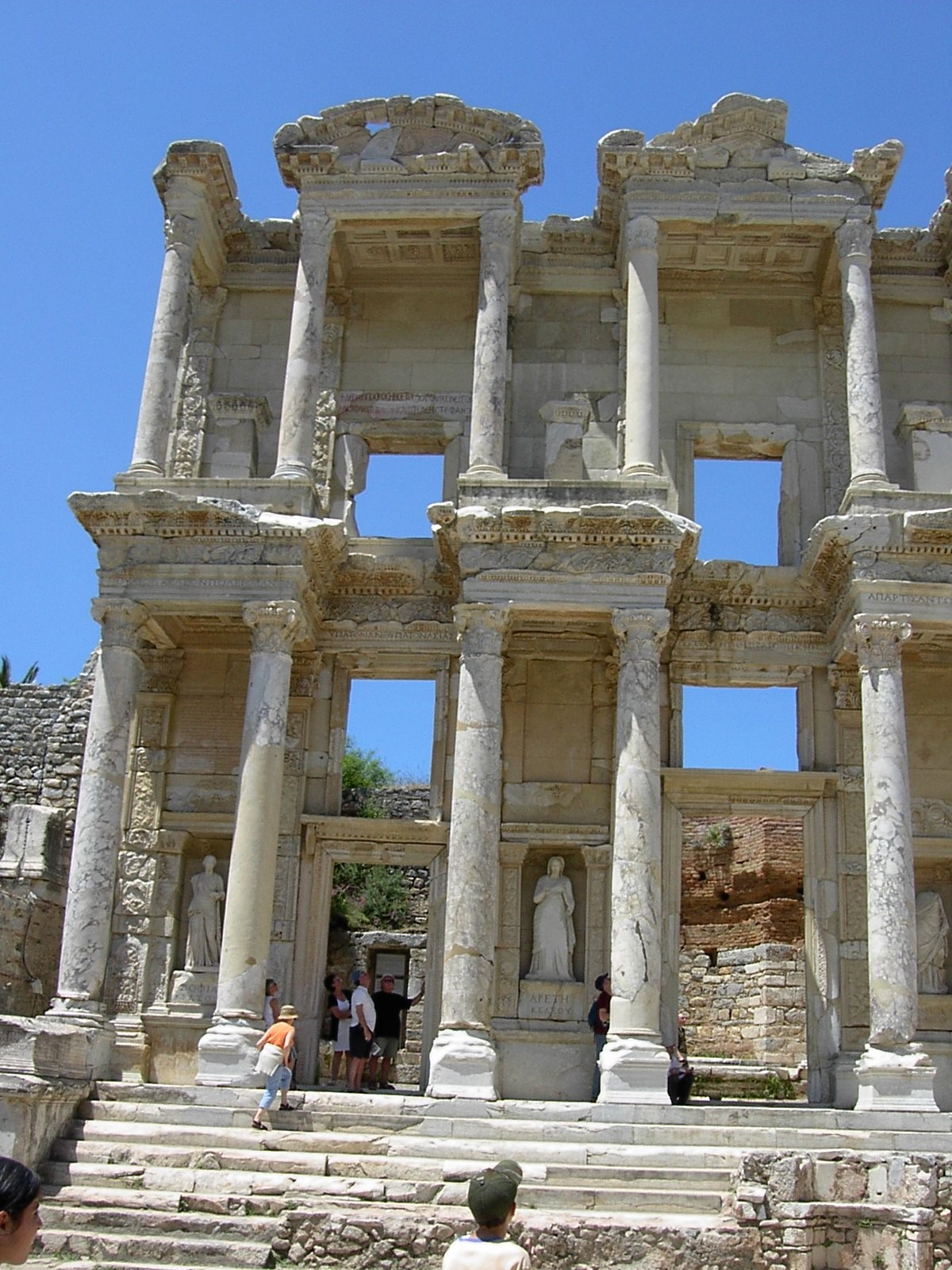
Fachada de la Biblioteca de Celso, Éfeso, Turquía.

Entre los edificios de utilidad pública figuraban como principales después de los templos y los mencionados teatros:
- Las ágoras o plazas públicas rodeadas de pórticos y obras artísticas para reuniones civiles, mercados y asambleas.
- La estoa, o pórtico amplio con una columnata abierta hacia el espacio que se usaba para el ágora (centro comercial y cívico) en las ciudades griegas. Una estoa completamente restaurada, la Stoa de Átalo, puede verse en Atenas.
- Los gimnasios y palestras o edificios para escuelas, también con patios y pórticos, donde se practicaban los ejercicios físicos y concursos atléticos. Las ciudades griegas de cierto tamaño tenían al menos una palestra o un gimnasio como centro social para los ciudadanos varones. Son espacios cerrados al exterior, pero a cielo abierto en el patio central.
- Los estadios, con gradería recta a lo largo y semicircular en un extremo para carreras a pie. Estaba destinado a espectáculos de carácter deportivo. El estadio griego más antiguo es el que se encuentra en Olimpia. Medía 600 pies griegos, esto es, un estadio, pues la unidad de medida nació precisamente aquí. El de Atenas fue reconstruido en 1896 para la celebración de los primeros juegos olímpicos de la Edad Moderna. Quedan asimismo los de Delfos (sede desde 582 a. C. de los Juegos Píticos), Epidauro, Mileto y Priene.
- Los hipódromos, semejantes a los estadios pero con cerramiento arqueado en ambos extremos y que se destinaban a carreras de caballos y carros. Quedan pocos restos de ellos.
- Las fuentes públicas en las que las mujeres recogían agua.

## Viviendas y planeamiento urbano
Fuera de los edificios singulares, lo cierto es que las aglomeraciones urbanas en las ciudades-estado griega no debieron seguir ningún plan predeterminado. Las calles serían estrechas y tortuosas, con edificios apretujándose unos contra otros.
Se atribuye a Hipodamo de Mileto, que vivió a mediados del siglo V a. C., la idea de un plano urbanístico regulador, basándose en la forma de cuadrícula o de rejilla, con las calles cortándose regularmente en ángulos rectos. No obstante, la aplicación práctica de este planeamiento solo era posible en ciudades de nueva planta, como las que planeó para el Pireo y la colonia ateniense de Turios. 
Olinto, ciudad de fundación tardía, es un caso raro de ciudad clásica con trazado regular, presentando la influencia de Hipodamo en la uniformidad de las calles y los bloques. Fue en la época helenística cuando se cambió la orientación y se decidió seguir la regularidad del plano. Símbolo de este nuevo planeamiento es la reconstrucción de Priene, en Asia Menor.
Se reducía la importancia del ágora, que quedaba encerrada por los cuatro lados. Y se desarrollaban otros edificios, siendo ejemplo de construcción pública de esta época la estoa de Átalo, donación de Átalo II, rey de Pérgamo, un pórtico gigantesco que dominaba todo el ágora y que tenía el fondo lleno de tiendas.
En cuanto a la tipología de las casas, aunque las había muy variadas, entre los siglos V y IV a. C. se popularizaron dos clases. Las casas típicas en Olinto durante este periodo y las del siglo II en Delos tenían habitaciones pequeñas distribuidas en un rectángulo alrededor de un patio interior con columnas. Un segundo tipo de casa se encuentra en Priene, que también se centraba en un patio interior pero tenía una planta muy diferente: en lugar de una serie de pequeñas habitaciones, la principal zona de habitación era una gran sala rectangular que lleva a un porche con columnas. Abriéndose a los lados del patio había pequeñas habitaciones para la servidumbre, almacenes, y cocinas. Las casas del período helenístico tuvieron más diversidad. Por ejemplo, los ricos presentaban umbrales, columnas y entradas de mármol; los suelos con mosaicos representando escenas humanas o de animales; y paredes enyesadas modeladas para parecer piedra.

## Órdenes de la arquitectura griega

Los tres órdenes clásicos
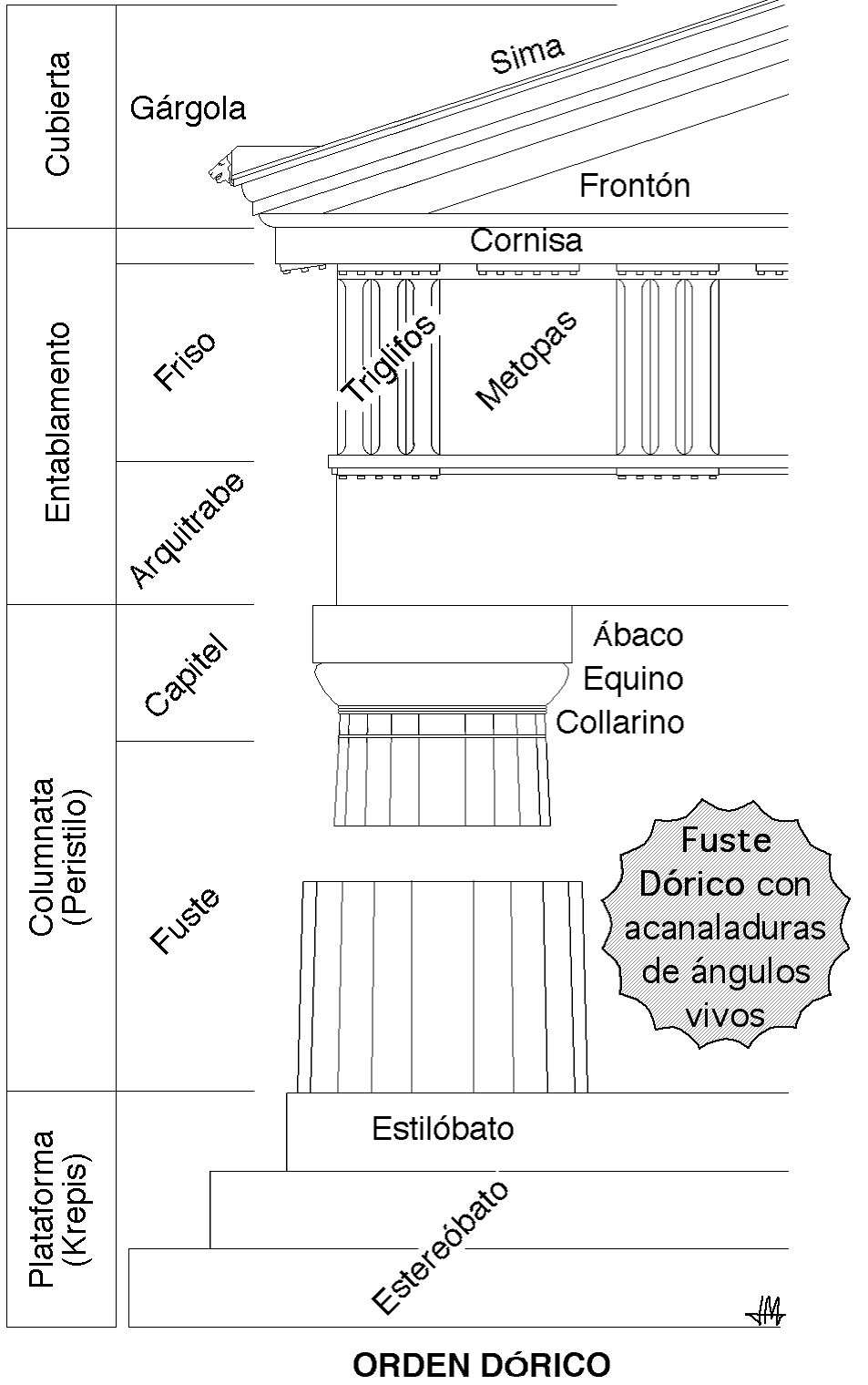
Orden dórico
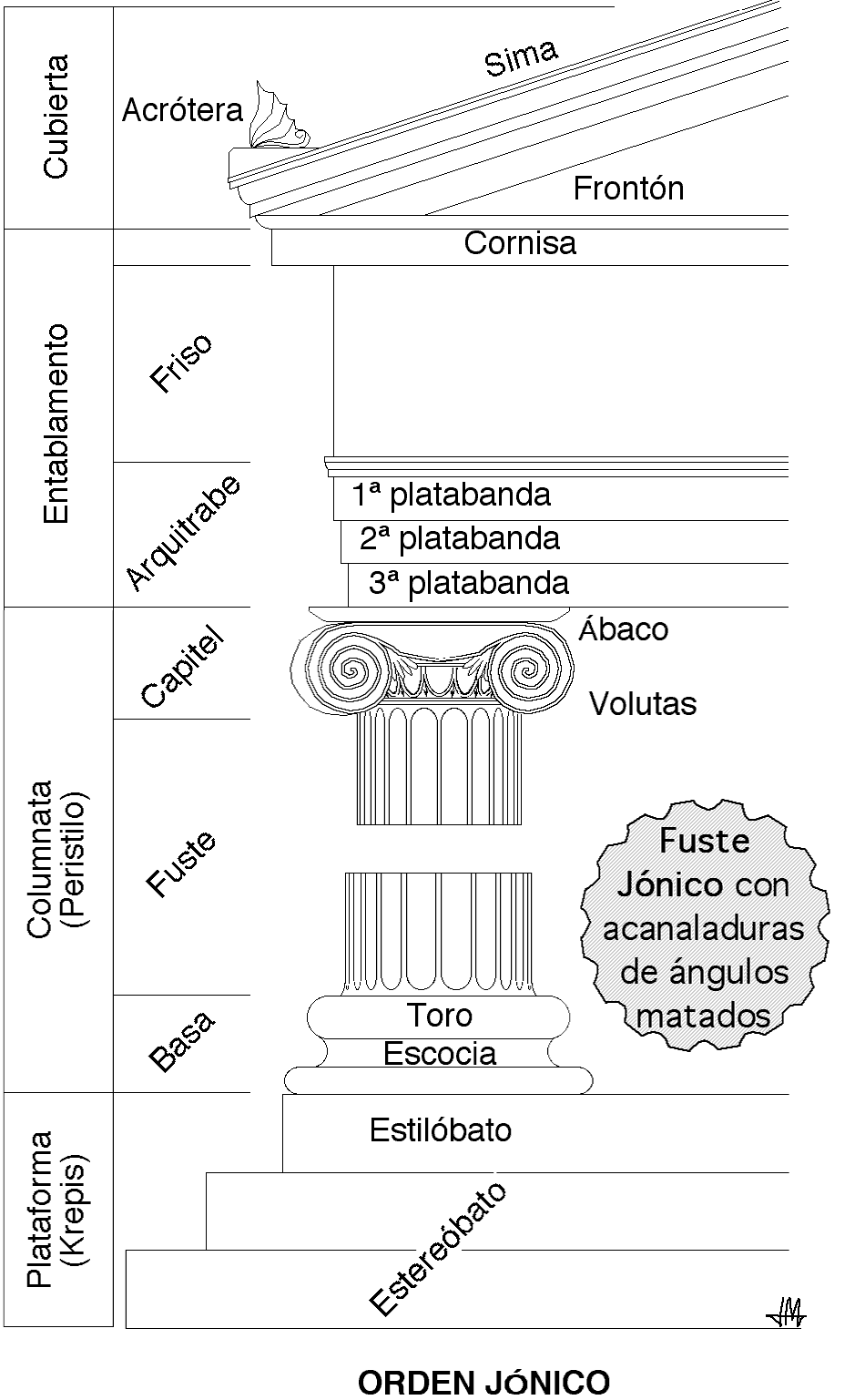
Orden jónico
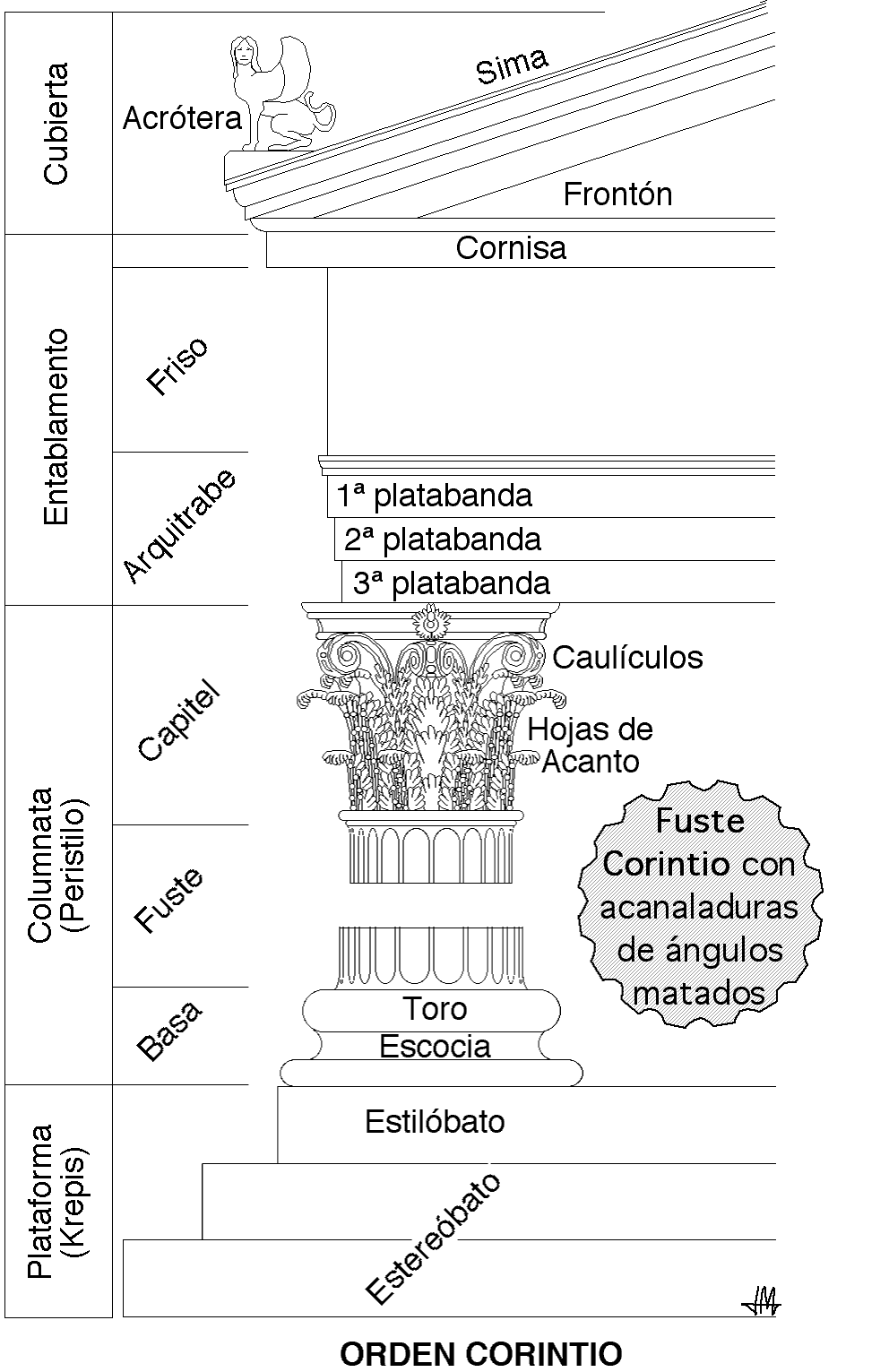
Orden corintio

Los griegos fueron quienes desarrollaron en mayor medida la función ornamental de la columna, elemento arquitectónico ya existente con anterioridad. Fijaron unas normas o cánones de composición arquitectónica en tres estilos (u órdenes clásicos): dórico, jónico y corintio, aunque los dos primeros son los principales. Durante el período helenístico apareció el capitel compuesto. Posteriormente, los romanos asumieron esta tipología, aunque introdujeron algunas variantes. 
La columna consta de basa, fuste y capitel. Sobre las columnas se asienta el entablamento, que consta de arquitrabe, friso y cornisa. Sobre las fachadas principales, formados por el tejado a dos aguas, están los frontones. Estos estilos se conocen sobre todo por los diferentes capiteles de las columnas, pero hay diferencias en la mayor parte de los elementos de diseño y decoración entre los órdenes, como la proporción alto/diámetro de la columna y las formas del entablamento. 
Los propios griegos usaron los nombres de dórico y jónico, lo que reflejaba su creencia de que los estilos descendían de los griegos dorios y jónicos de la Edad Oscura, pero es improbable que esto sea cierto. 

### Orden dórico

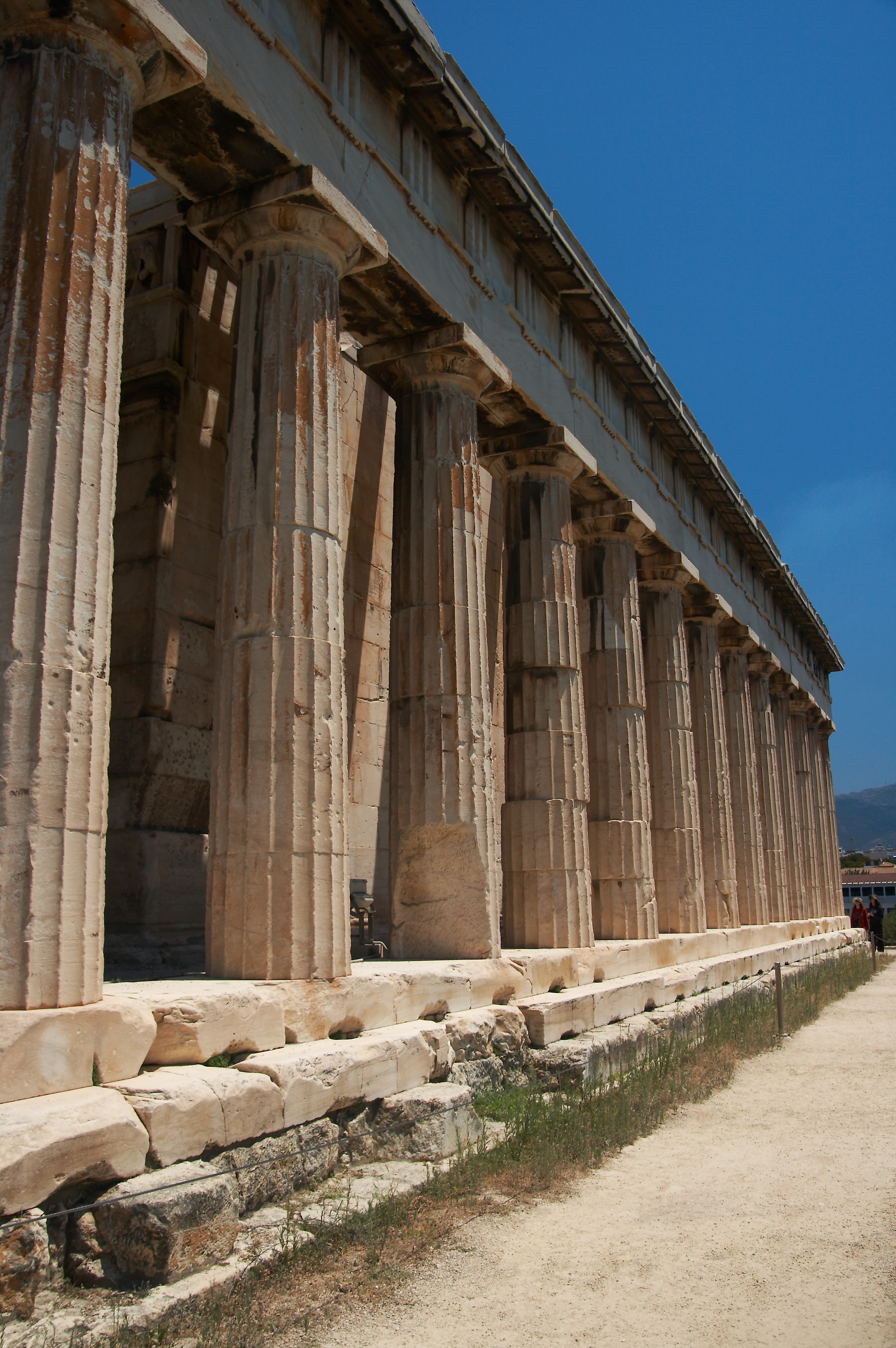
Templo de Hefesto, en Atenas, de orden dórico.

El orden dórico (en griego Δωρικός ρυθμός) es el más antiguo y sencillo. 
Este estilo clásico responde a una de las dos raíces del arte griego, la doria, que está en relación con las culturas de los metales europeas. Su decoración se caracteriza por preservar la mayor austeridad posible. La columna no tiene basa. Tiene de dieciséis a veinte estrías longitudinales con aristas vivas. Desde el suelo la columna va reduciendo su diámetro hasta el capitel, formando un perfil conocido como éntasis. El pedestal sobre el que apoyan el edificio y las columnas está formado por una grada de tres escalones, los dos inferiores se denominan estereóbatos y el superior estilóbato.
Entre otros rasgos estilísticos, se caracteriza por un capitel de gran sencillez; el collarino es una hendidura en el fuste y después tiene el equino y un ábaco cuadrado. Sobre las columnas se apoya el entablamento formado por el arquitrabe, el friso y la cornisa. El arquitrabe dórico es como una gran viga apoyada sobre las columnas, carece de decoración. En el friso se alternan los triglifos y las metopas. La cornisa sobresale del friso y está decorado con mútulos. Desde Vitruvio, se cree que tuvo su origen en las construcciones en madera, cuyas formas pasan a la piedra. Así, los triglifos responderían a las cabezas de las vigas transversales en las construcciones de madera. 
El estilo dórico era formal y austero, y Vitruvio lo consideraba más masculino. Apareció en la Grecia continental y de allí se difundió por las colonias griegas en Italia. La mayor parte de los templos que se conservan de época griega pertenecen a este estilo: el de Hera en Olimpia (600 a. C.), el de Apolo en Corinto (540 a. C.), los de Paestum (siglo VI a. C.), el de Apolo en Delfos (520-500 a. C.) y el Hefestión y los Propileos (437-432 a. C.) en Atenas. Se considera que el estilo culmina con el Partenón de Atenas (447-438 a. C.), templo octóstilo y períptero. En su construcción participaron el arquitecto Ictino y su ayudante Calícrates. Destaca la decoración de sus frontones y del friso, obra de Fidias. En 1687 una explosión dañó seriamente este templo. 

### Orden jónico

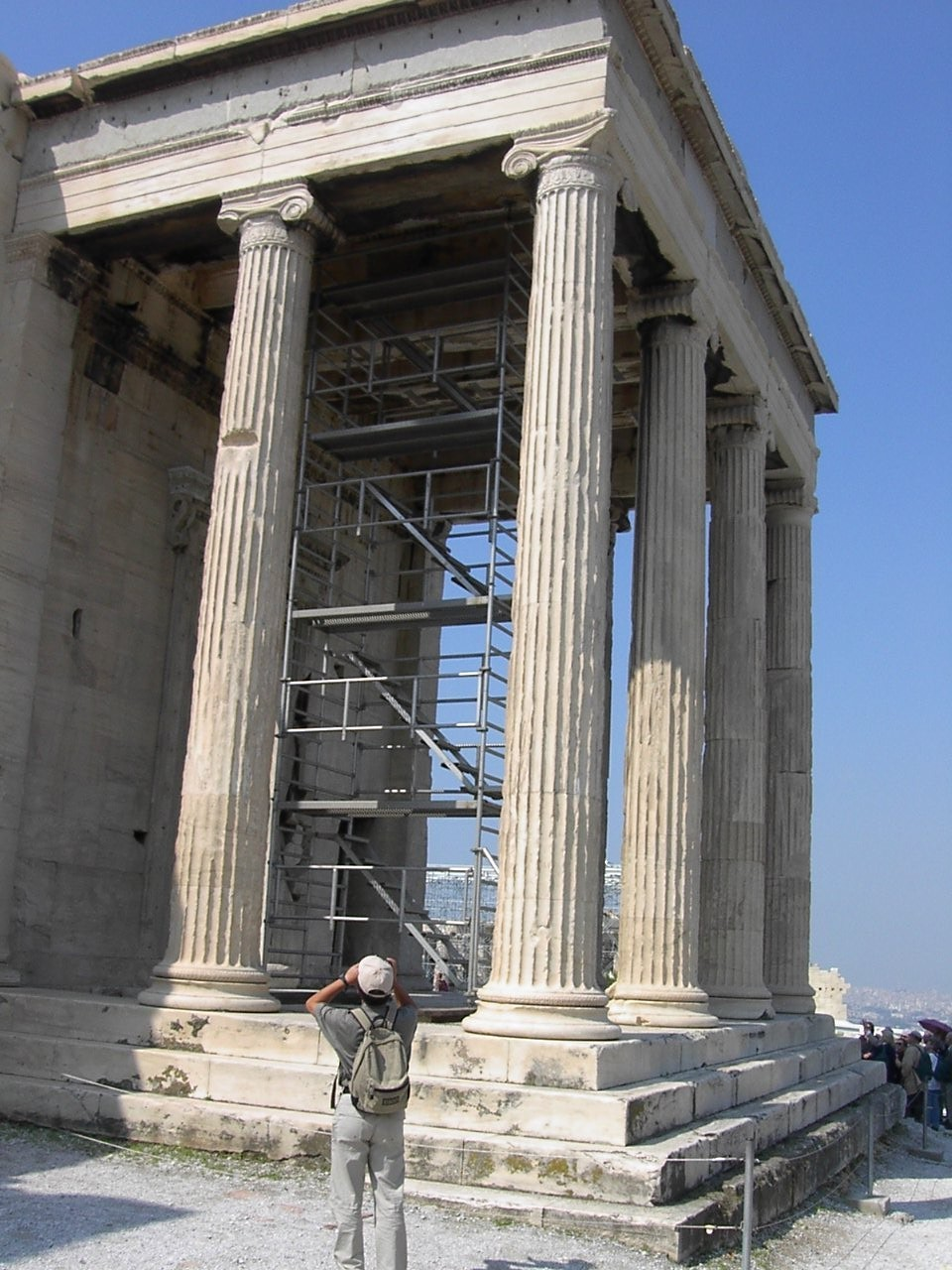
Erecteón, en la Acrópolis de Atenas, de orden jónico.

En griego moderno Ιωνικός ρυθμός, este segundo estilo clásico se relaciona con la otra raíz del arte griego, la jonia, en relación con Asia Menor. Se usó en las ciudades de Jonia (hoy costa occidental de Turquía) y algunas islas del Egeo. El orden jónico se hizo preponderante durante el período helenístico, pues es más decorativo y apropiado a la estética de este período que el más severo dórico. La documentación demuestra que la evolución del orden jónico se encontró con resistencias en muchos estados griegos, pues entendían que representaba el dominio de Atenas. 
El rasgo más representativo de este estilo es el capitel con dos volutas o espirales encuadrando el equino. Del entablamento destaca el hecho de que el arquitrabe, que se muestra usualmente descompuesto en tres fajas horizontales, llamadas fascias o platabandas y que el friso sea una banda continua, sin metopas ni triglifos. Las columnas son más esbeltas y ocasionalmente son sustituidas por estatuas de muchachas llamadas cariátides, como ocurre en el Erecteión.
Al orden jónico pertenecen dos templos construidos en la Acrópolis de Atenas: el de Atenea Niké (427-424 a. C.) y el Erecteión. El Erecteión es un triple templo, con las cariátides jónicas. Algunos de los edificios helenísticos mejor conservados, como la Biblioteca de Celso, pueden verse en Turquía, en ciudades como Éfeso (templo de Artemisa) y Pérgamo. Pueden citarse los templos de Atenea Polias en Priene y el de Apolo en Dídima.
Pero en las grandes ciudades helenísticas, como Alejandría en Egipto, no queda prácticamente rastro.

### Orden corintio

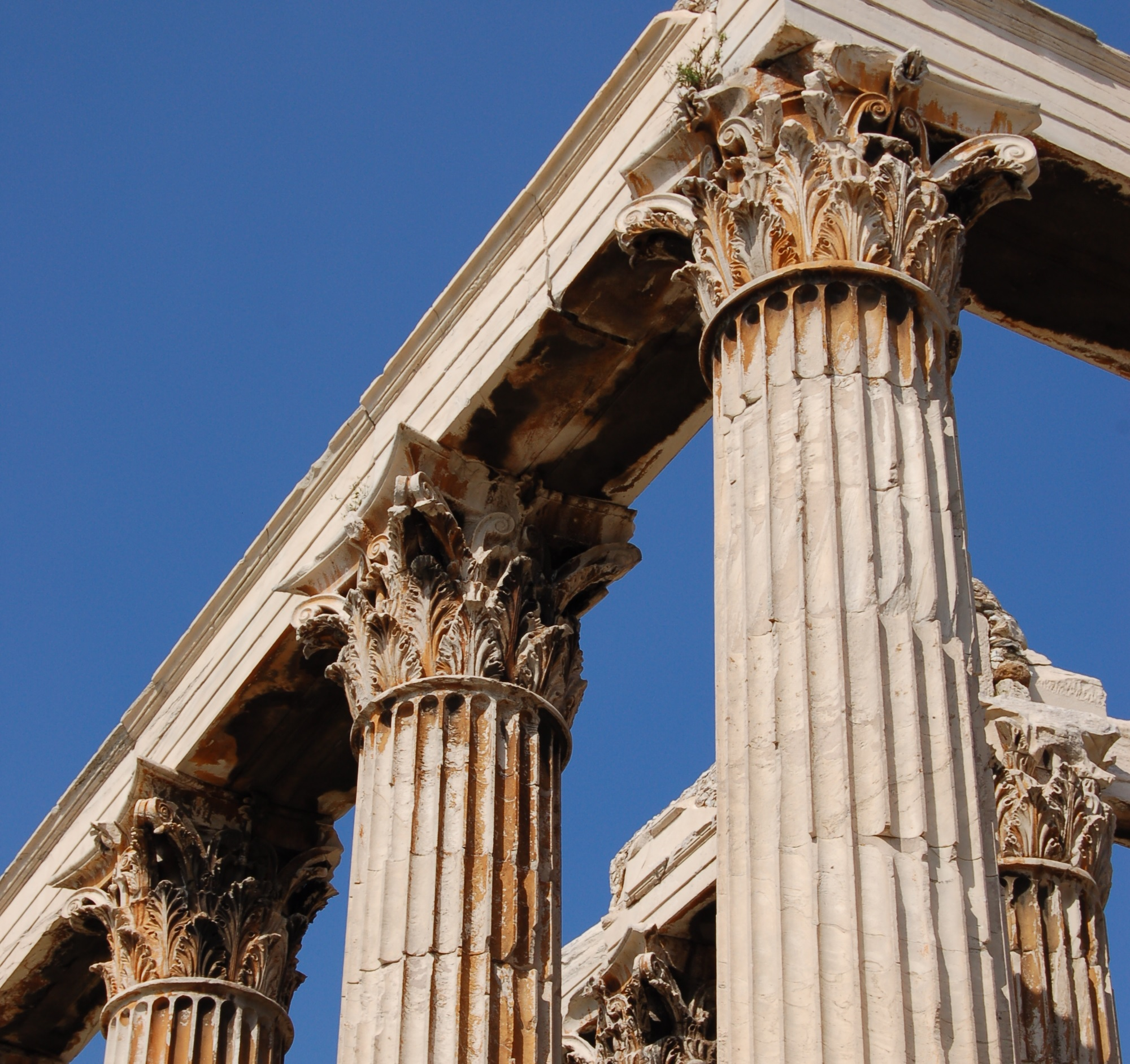
Templo de Zeus Olímpico (Atenas), de orden corintio.

Denominado Κορινθιακός ρυθμός en griego moderno. Vitrubio consideraba a los estilos jónico y corintio más femeninos. El capitel está decorado con hojas de acanto, y el friso puede estar decorado o no. El estilo corintio, más ornamentado, fue un desarrollo tardío del jónico en el siglo V a. C.
Es el más ornamentado o recargado. Destaca como rasgo estilístico el capitel en forma de campana invertida o cesta, en cuya parte inferior hay una doble fila de hojas de acanto, de las cuales surgen unos calículos o tallitos que se enroscan en las cuatro esquinas, tal como las volutas del orden dórico, y en los centros. 
Entre los templos de este orden, destaca el de Zeus Olímpico en Atenas (174 a. C.). También cabe mencionar la Linterna de Lisícrates en Atenas, monumento conmemorativo que fue encargado por el corego Lisícrates para exponer el trofeo obtenido en un certamen de teatro.